# Poslanska skupina Stranke Alenke Bratušek
Poslanska skupina Stranke Alenke Bratušek (nekdaj: Poslanska skupine Zavezništva Alenke Bratušek) je bila poslanska skupina, ki so jo sestavljali poslanci, ki so bili izvoljeni na listi Stranke Alenke Bratušek. Stranka se je do leta 2018 imenovala Zavezništvo Alenke Bratušek.

## Sestava

### Mandat 2014–2018 (Zavezništvo Alenke Bratušek)
- Alenka Bratušek (po razpadu poslanske skupine postane članica PS nepovezanih poslancev)
- Mirjam Bon Klanjšček (po razpadu poslanske skupine postane članica PS nepovezanih poslancev)
- Peter Vilfan (prestopil v DeSUS)[1][2]
- Jani Möderndorfer - (prvi vodja poslanske skupine, 7. septembra 2015 izstopil iz stranke in prestopil v SMC)[3]

Po izstopu Janija Möderndorferja in Petra Vilfana iz poslanske skupine ZaAB je le-ta zaradi premalo članov razpadla, Alenka Bratušek in Mirjam Bon Klanjšček pa sta postali članici poslanske skupine nepovezanih poslancev.

### Mandat 2018–2022 (Stranka Alenke Bratušek)
- Maša Kociper (nadomestna poslanka Petra Jožefa Česnika) - vodja poslanske skupine
- Andrej Rajh - namestnik vodje poslanske skupine
- Marko Bandelli
- Peter Jožef Česnik (odstopil kot poslanec)[4]
- Franc Kramar (umrl januarja 2021)
- Vojko Starovič
- Alenka Bratušek (nadomestna poslanka Franca Kramarja)
- Branislav Rajić (16. decembra 2021 prestopi iz PSNP)